# بيدرو غارسيا (لاعب كرة الماء)
بيدرو غارسيا (بالإسبانية: Pedro García Aguado)‏ (و. 1968  م) هو لاعب كرة ماء إسباني، ولد في مدريد، شارك في الألعاب الأولمبية الصيفية 2000، والألعاب الأولمبية الصيفية 1992، والألعاب الأولمبية الصيفية 1996، والألعاب الأولمبية الصيفية 1988.

## جوائز
حصل على جوائز منها:
- الميدالية الذهبية للاستحقاق الرياضي في إسبانيا ‏.

## روابط خارجية
- بيدرو غارسيا على موقع الاتحاد الدولي للسباحة (الإنجليزية)
- بيدرو غارسيا على موقع اللجنة الأولمبية الدولية (الإنجليزية)
- بيدرو غارسيا على موقع أوليمبيديا (الإنجليزية)